# Pos'et
Pos'et (in russo Посьет?) è un insediamento di tipo urbano dell'Estremo Oriente russo (Territorio del Litorale). Fa parte del distretto Chasanskij. Come il golfo omonimo  porta il nome dell'ammiraglio Constantin Possiet.
Si trova nel golfo di Pos'et (mar del Giappone), a 74 km dal centro distrettuale di Slavjanka e a circa 270 km da Vladivostok.